# Антони
Антони (фр. Automobiles Antony) је била француска компанија за производњу аутомобила.

## Историја компаније
Луи Аугуст Антони (1885–1958) основао је компанију за производњу аутомобила са седиштем у Дуеу која је почела са радом 1921. године. Аутомобили су представљени на тржишту под називом "Антони" све до 1932. године када је прекинута производња и фабрика затворена. Произведено је око 50 јединица од којих су две сачуване до данас.

## Аутомобили
У први модел уграђен је четвороцилиндрични мотор запремине 1095 cm³, Руби. Следећи модел имао је уграђеном мотором CIME са брегастом осовином, OHC вентилима и запремине 1494 cm³. У току 1924. године најављен је модел са осмоцилиндричним моторм из каталога произвођача мотора CIME, али није направљен ниједан примерак. Стандардна каросерија код многих модела била је велики отворени аутомобил са четири седишта. У понуди су били мали аутомобили са моторима Hannisard 350 cm³ и 500 cm³ и на крају и тркачки аутомобили.